# Episodi di Black-ish (quarta stagione)
La quarta stagione della serie televisiva Black-ish è stata trasmessa dall'emittente televisiva statunitense ABC dal 3 ottobre 2017 al 15 maggio 2018.
Il quattordicesimo episodio della stagione, intitolato "Please, Baby, Please", doveva essere trasmesso il 27 febbraio 2018. Tuttavia, il 22 febbraio 2018, la ABC ha annunciato che l'episodio sarebbe stato ritirato dal programma e che sarebbe andata in onda una replica di un episodio già trasmesso. USA Today ha dichiarato che l'episodio "era apparentemente troppo politico per la rete", mentre un portavoce della ABC ha detto che "c'erano differenze creative che non eravamo in grado di risolvere". Il 10 marzo 2018, è stato annunciato ufficialmente che la rete non aveva intenzione di trasmettere l'episodio.
Nell'episodio, Dre prova a leggere una storia della buonanotte a Diane durante un temporale, ma improvvisa invece una nuova storia basata su recenti problemi sociali e politici negli Stati Uniti.
In Italia, la stagione è stata trasmessa dal 19 dicembre 2018 al 24 gennaio 2019 su Italia 1.
| n° | Titolo originale              | Titolo italiano                  | Prima TV USA     | Prima TV Italia  |
| -- | ----------------------------- | -------------------------------- | ---------------- | ---------------- |
| 1  | Juneteenth                    | Il 19 giugno                     | 3 ottobre 2017   | 19 dicembre 2018 |
| 2  | Mother Nature                 | Post partum                      | 10 ottobre 2017  | 19 dicembre 2018 |
| 3  | Elder. Scam.                  | Eternamente giovane              | 17 ottobre 2017  | 20 dicembre 2018 |
| 4  | Advance to Go (Collect $200)  | Monopoli nero                    | 24 ottobre 2017  | 20 dicembre 2018 |
| 5  | Public Fool                   | Pubblica o privata?              | 31 ottobre 2017  | 21 dicembre 2018 |
| 6  | First and Last                | Prime ed ultime volte            | 7 novembre 2017  | 1º gennaio 2019  |
| 7  | Please Don't Feed the Animals | Fuori di prigione                | 14 novembre 2017 | 2 gennaio 2019   |
| 8  | Charity Case                  | Beneficenza                      | 5 dicembre 2017  | 3 gennaio 2019   |
| 9  | Sugar Daddy                   | Papà zuccherino                  | 12 dicembre 2017 | 4 gennaio 2019   |
| 10 | Working Girl                  | Una moglie in carriera           | 2 gennaio 2018   | 7 gennaio 2019   |
| 11 | Inheritance                   | Eredità                          | 9 gennaio 2018   | 8 gennaio 2019   |
| 12 | Bow Knows                     | Il discorso                      | 16 gennaio 2018  | 9 gennaio 2019   |
| 13 | Unkept Woman                  | Nuovi equilibri                  | 6 febbraio 2018  | 10 gennaio 2019  |
| 14 | R-E-S-P-E-C-T                 | R-i-s-p-e-t-t-o                  | 13 marzo 2018    | 11 gennaio 2019  |
| 15 | White Breakfast               | Il vulcano di bicarbonato        | 13 marzo 2018    | 14 gennaio 2019  |
| 16 | Things Were Different Then    | Prima le cose erano diverse      | 20 marzo 2018    | 15 gennaio 2019  |
| 17 | North Star                    | Pasqua in famiglia               | 27 marzo 2018    | 16 gennaio 2019  |
| 18 | Black Math                    | Howard vs Stanford               | 3 aprile 2018    | 17 gennaio 2019  |
| 19 | Dog Eat Dog World             | Il miglior amico dell'uomo       | 10 aprile 2018   | 18 gennaio 2019  |
| 20 | Fifty-Three Percent           | Divergenze                       | 17 aprile 2018   | 21 gennaio 2019  |
| 21 | Blue Valentine                | Tristi ricordi                   | 1º maggio 2018   | 22 gennaio 2019  |
| 22 | Collateral Damage             | Danni collaterali                | 8 maggio 2018    | 23 gennaio 2019  |
| 23 | Dream Home                    | Il matrimonio è come il tacchino | 15 maggio 2018   | 24 gennaio 2019  |